# 발도네

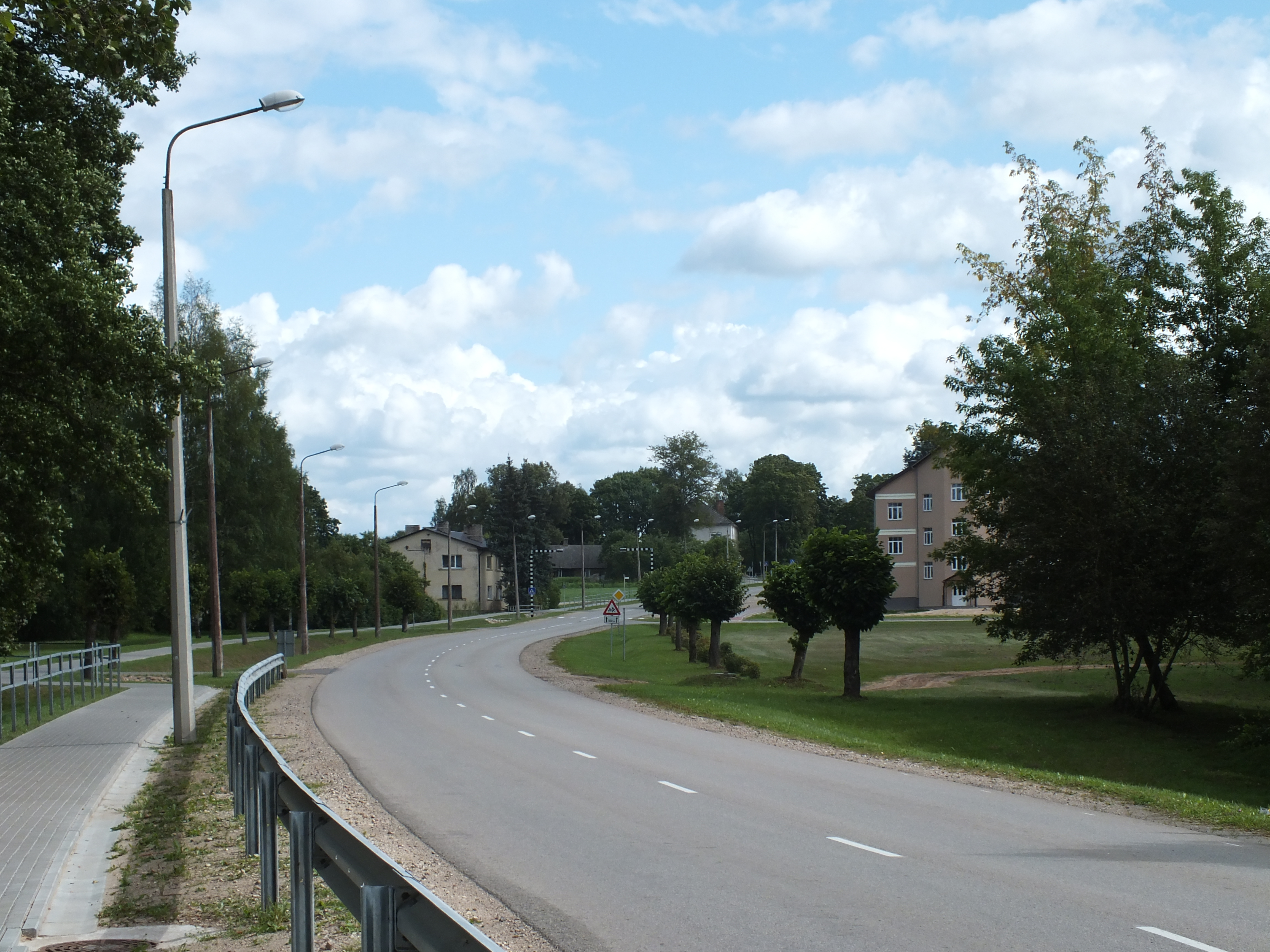
발도네

발도네(라트비아어: Baldone)는 라트비아 중부에 위치한 도시로 발도네 시의 행정 중심지이며 면적은 5.2km2, 인구는 2,399명, 인구 밀도는 461.3명/km2이다. 온천 휴양지로 유명한 곳이다.

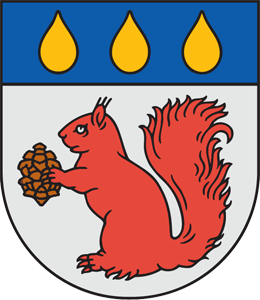
시 문장